# 페드루 코스타
페드루 코스타(Pedro Costa, 1958년 12월 30일 ~ )는 포르투갈의 영화 감독이다.

## 작품 목록
- 피 (1989)
- 용암의 집 (1994)
- 뼈 (1997)
- 반다의 방 (2000)
- 당신의 숨겨진 미소는 어디에? (2001, 다큐)
- 행진하는 청춘 (2006)
- 아무것도 바꾸지 마라 (2009, 다큐)
- 호스 머니 (2014)
- 비탈리나 바렐라 (2019)